# ŁTSG Łódź
ŁTSG Łódź (Łódzkie Towarzystwo Sportowo-Gimnastyczne; LTSV – Lodzer Sport- und Turnverein) – łódzkie stowarzyszenie sportowe mniejszości niemieckiej, powstałe w grudniu 1908, ale formalnie istniejące od 7 stycznia 1911, kiedy to zatwierdzono jego statut, rozwiązane w 1945.

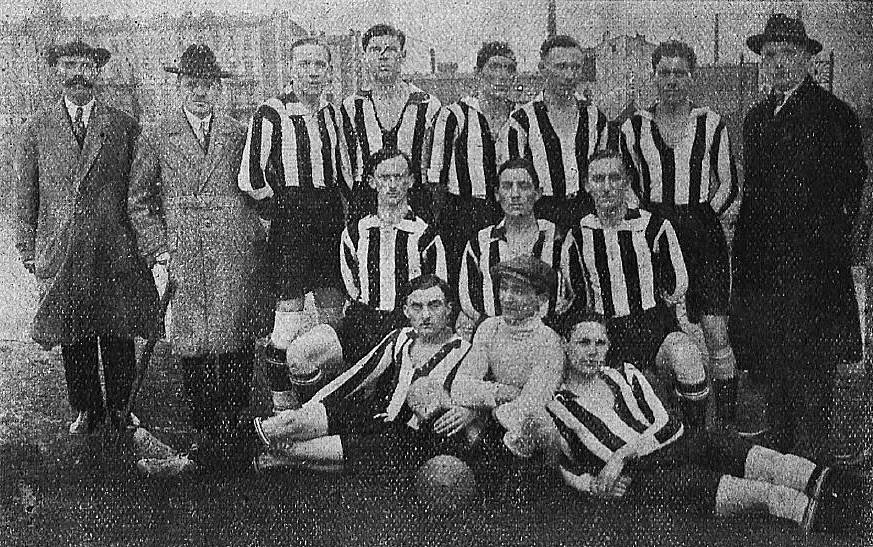
Drużyna ŁTSG około 1924

## Historia
LTSV zawiązano w wyniku fuzji dwóch towarzystw gimnastycznych tworzonych przez łodzian pochodzenia niemieckiego: założonego w 1907 ŁTG Achilles i działającego od 1909 ŁTG Jahn. W wyniku decyzji zaborczych władz carskich Towarzystwo w sierpniu 1914 zawiesiło działalność, którą oficjalnie wznowiono w kilka miesięcy po zakończeniu I wojny światowej, w lutym 1919. W 1920 zatwierdzono status ŁTSG, kontynuatora LTSV, koncentrującego się na krzewieniu gimnastyki i piłki nożnej.
Zespół piłkarski ŁTSG był jednym z najsilniejszych w międzywojennej Łodzi zajmując czołowe miejsca w mistrzostwach miasta i zawodach łódzkiej klasy A. Przez trzy kolejne lata, jako zwycięzca rozgrywek klasy A, grał w eliminacjach do polskiej ekstraklasy. Próby w latach 1927 i 1928 okazały się nieskuteczne, ale w 1929 doszło do historycznego awansu. Drużyna grała w I lidze jeden sezon. Zdobyła 12 punktów. 3 mecze wygrała, 6 zremisowała i 13 przegrała. Zdobyła 25 bramek, tracąc przy tym 67. Po spadku jeszcze czterokrotnie występowała w eliminacjach do najwyższej klasy rozgrywkowej, ale już nigdy się do niej nie zakwalifikowała.
Po wybuchu II wojny światowej na powrót ŁTSG przemianowano na LSTV, a w marcu 1940 pojawiła się nazwa TSG Litzmannstadt. Wraz z końcem wojny klub przestał istnieć.

## Reprezentanci Polski w piłce nożnej
Jedynym graczem, który będąc zawodnikiem ŁTSG wystąpił w piłkarskiej reprezentacji Polski był August Milde.